# Justicia graphocaula
Justicia graphocaula är en akantusväxtart som beskrevs av Imlay. Justicia graphocaula ingår i släktet Justicia och familjen akantusväxter. Inga underarter finns listade i Catalogue of Life.